# Świadectwo urodzenia
Świadectwo urodzenia – polski film wojenny z 1961 w reżyserii Stanisława Różewicza, zrealizowany na podstawie scenariusza napisanego wspólnie z bratem reżysera, Tadeuszem Różewiczem. Na film składają się trzy różne nowele opowiadane z perspektywy dzieci doświadczonych przez wydarzenia II wojny światowej.
Film spotkał się z uznaniem krytyków, zdobywając prestiżowe nagrody na festiwalach filmowych dla młodzieży (w Cannes i Wenecji). Szczególnym zainteresowaniem krytyków i badaczy cieszyła się trzecia nowela, ukazująca walkę osieroconej żydowskiej dziewczynki o przetrwanie; kontrowersje budziło przede wszystkim zakończenie noweli i całego filmu. Świadectwo urodzenia, którego reżyser dystansował się od dyskusji na temat polskiego bohaterstwa wojennego, jest zaliczane do nurtu plebejskiego polskiej szkoły filmowej.

## Fabuła
Świadectwo urodzenia podzielone jest na trzy nowele. Pierwsza z nich, Na drodze, rozgrywa się we wrześniu 1939, gdy po rozbiciu swego pułku żołnierz-taboryta – wśród pożogi wojennej – wiezie dokumenty sztabowej kancelarii. Towarzyszy mu przypadkowo spotkany chłopiec Janek, poszukujący matki. Na drodze spotykają jednak niemiecką kolumnę pancerną; osaczony taboryta zdejmuje z furki karabin i zaczyna strzelać, podczas gdy Janek rzuca się do ucieczki .
Druga nowela, List z obozu, skupia się na okupacyjnych losach trzech braci: Zbyszka, Heńka i Jacka, których ojciec po kampanii wrześniowej dostał się do niewoli, a matka zajmuje się szmuglowaniem towarów. Pewnego dnia z obozu ucieka radziecki żołnierz, który trafia do mieszkania chłopców. Dzięki ich pomocy żołnierz może kontynuować ucieczkę, wkrótce potem jednak obóz z sąsiedztwa zostaje zlikwidowany .
Trzecia nowela pod tytułem Kropla krwi rozpoczyna się, gdy mała Mirka budzi się w opuszczonej żydowskiej kamienicy, której mieszkańców wywieźli hitlerowcy. Mirka odnajduje lekarza, który był znajomym jej ojca, ale nie znajduje u nich azylu. W międzyczasie, szukając schronienia, trafia do prowincjonalnego przytułku, gdzie zostaje wychowana na katoliczkę. Do schroniska jednak dociera hitlerowska komisja typująca dzieci do zniemczenia (Lebensborn). Uznana paradoksalnie za Aryjkę, Mirka zostaje wywieziona do Rzeszy i zaadoptowana przez niemiecką rodzinę .

## Obsada
Źródło: Filmpolski.pl

### Na drodze
- Henryk Hryniewicz(inne języki) – Janek
- Wojciech Siemion – taboryta Józef
- Barbara Rachwalska – kobieta z leśniczówki
- Mieczysław Stoor – niemiecki motocyklista
- Janusz Kłosiński – sklepikarz
- Barbara Wałkówna – młoda matka przed wiejską chałupą
- Krystyna Feldman – chłopka z pacyfikowanej wsi
- Józef Teryks – chłop z pacyfikowanej wsi

### List z obozu
- Edward Mincer – Zbyszek
- Andrzej Banaszewski – Heniek
- Paweł Różewicz – Jacek
- Stanisław Milski – sąsiad Ciziak
- Józef Nalberczak – jeniec
- Tadeusz Schmidt – żandarm
- Janusz Ziejewski – żandarm niemiecki prowadzący jeńca
- Maria Kaniewska – sąsiadka pożyczająca naftę
- Jadwiga Kuryluk – Ludka
- Józef Zbiróg – banschutz
- Zbigniew Skowroński – mężczyzna na ulicy

### Kropla krwi
- Beata Barszczewska – Mirka
- Zofia Małynicz – kierowniczka przytułku
- Zdzisław Mrożewski – doktor Orzechowski
- Małgorzata Leśniewska – pielęgniarka
- Mariusz Dmochowski – gestapowiec
- Emil Karewicz – lekarz niemiecki
- Zygmunt Zintel – tłumacz
- Wanda Łuczycka – Cieślikowa
- Maria Ciesielska – wychowawczyni Urszula
- Halina Gryglaszewska – doktorowa
- Janusz Paluszkiewicz
- Adam Kwiatkowski – pasażer w pociągu
- Marysia Hrobaczewska
- Wanda Jakubińska – babina
- Leonard Andrzejewski – uczestnik pijaństwa
- Włodzimierz Kwaskowski – pijany mężczyzna z wąsikiem
- Bohdana Majda – uczestniczka pijaństwa
- Halina Billing – sąsiadka Zielińskich

## Produkcja

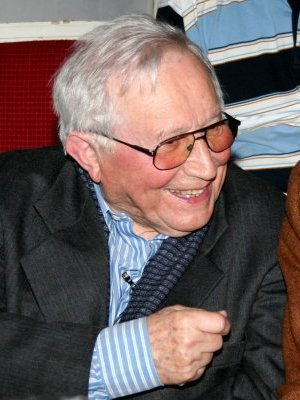
Tadeusz Różewicz, współautor scenariusza do filmu

Świadectwo urodzenia zostało wyprodukowane w Zespole Filmowym „Rytm” pod kierownictwem artystycznym Jana Rybkowskiego i literackim Aleksandra Ścibora-Rylskiego. Inspiracją dla reżysera filmu, Stanisława Różewicza oraz jego brata, poety Tadeusza Różewicza. były autentyczne wydarzenia. Pomysł na dwie pierwsze nowele (Na drodze, List z obozu) wziął się z osobistych przeżyć wojennych obu braci. Natomiast trzecia nowela, Kropla krwi, była oparta na autentycznej historii o żydowskiej dziewczynce, opisanej w zbiorze Dzieci oskarżają opracowanym przez Marię Hochberg-Mariańską i Noego Grüssa.
Obaj zanieśli scenariusz do „Rytmu” wiosną 1960, a 3 czerwca tego samego roku odbyło się posiedzenie Komisji Ocen Scenariuszy pod przewodnictwem Tadeusza Karpowskiego. Tekst wywołał ożywioną dyskusję; ceniono na ogół wartość artystyczną scenariusza, ale spora część członków komisji była przeciwna rozpoczęciu prac nad projektem. Jerzy Toeplitz zarzucał autorom scenariusza, że film może zniechęcić widzów swoją strukturą nowelową. Henryk Hubert obawiał się, że przyszły film może wywołać u widza uczucie przesytu tematyką dziecięcą. Przeważyła jednak opinia pozostałych członków komisji (między innymi Tadeusza Konwickiego, Jerzego Pomianowskiego, Krzysztofa Teodora Toeplitza, Ścibora-Rylskiego), którzy uznali argumenty przeciwników projektu za nieprzekonujące. Ostatecznie Rybkowski, akcentując potencjalną wartość ideologiczną noweli List z obozu, przekonał zgromadzonych do rozpoczęcia prac nad Świadectwem urodzenia, wskutek czego scenariusz skierowano do krótkich konsultacji, a następnie do produkcji.
Istotny wkład w artystyczny kształt filmu wnieśli również odpowiedzialny za zdjęcia Stanisław Loth i scenograf Tadeusz Wybult. Muzykę do Świadectwa urodzenia skomponował Lucjan Kaszycki, natomiast film zmontowali Czesław Raniszewski oraz Anna Rubińska. Film kręcono w Łodzi, Spale, Piotrkowie Trybunalskim (dworzec PKP, panorama miasta) oraz przy Pilicy. Premiera Świadectwa urodzenia odbyła się 2 października 1961; film obejrzało w kinach polskich 550 tysięcy widzów, z czego 21,6 tysiąca w Warszawie.

## Odbiór
Konrad Eberhardt w recenzji dla „Filmu” nazwał Świadectwo urodzenia „wydarzeniem podwójnie optymistycznym”, określając z jednej strony film mianem „wybitnego”, z drugiej zaś – upatrując w filmie przejaw dojrzałości formalnej i intelektualnej reżysera . Bronisława Stolarska pisała, iż Świadectwo urodzenia „skupia najlepsze cechy sztuki Różewicza – rządzi tu zasada artystycznej ekonomii – najskromniejszymi środkami osiągnąć najwięcej”. Zdaniem Marka Hendrykowskiego „nikomu przed Różewiczem nie udało się opowiedzieć w formie tak syntetycznej i niebywale zwięzłej kilku naraz wojennych historii, emanujących podobną ekspresją i działających na widza równie wielkim potencjałem dramatycznym”. Marek Haltof pisał, że „Różewicz nie jest moralistą. Zamiast krytykować nazistowski system, obnaża jego szaleństwo”. Tadeusz Lubelski konkludował, iż „w swoim czasie ten film, jak żaden inny w dorobku reżysera obsypany nagrodami [...], wzbudził zachwyt potocznego doświadczenia, odległego od zainteresowań Szkoły [polskiej szkoły filmowej]”.
Szczególnie ceniona była trzecia nowela Świadectwa urodzenia, choć jej końcowa pointa, w której esesman i Mirka wpatrują się w siebie nawzajem, była niekiedy w momencie premiery opacznie rozumiana jako humorystyczna. Przykładowo Zygmunt Kałużyński pisał, że „film zamienia się w satyrę, do czego przebieg opowiadania nas nie przygotował, w dodatku jest to pointa całego filmu, który przez tę końcową kpinę […] gubi napięcie dramatyczne”. Zupełnie inaczej odczytał to zakończenie Ernest Bryll, stwierdzając, iż Kropla krwi wyraźnie akcentuje „gradację strachu. Innego mimo wszystko, o czym realizatorzy przypominają, dla dziecka »aryjskiego« i »niearyjskiego«”. Bryll ocenił pointę filmu jako „cenną”, podsumowując, iż „tym bardziej znamienne, pretendujące już do rangi wielkiej metafory, jest błaganie tego dziecka, aby je uznać za Polkę”. Tadeusz Sobolewski z „Gazety Wyborczej” w retrospektywnym artykule o Różewiczu uznał trzecią nowelę za „najwspanialszą”, również kładąc szczególny nacisk na zakończenie filmu:
W tej milczącej konfrontacji dwóch twarzy skupia się cała problematyka etyczna kina Różewicza, zawieszone w jego filmach pytanie o genezę dobra i zła, o możliwość wyjścia poza siebie. Twarz innego jest jedyną dostępną człowiekowi transcendencją – pisał filozof Levinas. Twarz drugiego człowieka jest zawsze obnażona, zawsze jesteśmy jej coś winni. Ale z tych samych powodów budzi agresję. Wszystko zaczyna się od twarzy .
Z większym sceptycyzmem film został przyjęty za granicą. Zdaniem Jamesa Breena z „Sight & Sound” Świadectwo urodzenia jest skomponowane „od początku do końca z surowych kawałków tragedii i patosu – każdy z nich jest wstrząsający, ale nie wszystkie są odpowiednio dobrane i ukształtowane”. Jednakże w 2015 British Film Institute umieścił Świadectwo urodzenia w drugiej (wybranej głosami internautów) dziesiątce najlepszych filmów o dzieciństwie w czasach wojny .
W 2011 w zestawieniu 50 najlepszych filmów polskich według portalu Esensja.pl Świadectwo urodzenia znalazło się na 16. miejscu, co redaktorka portalu Urszula Lipińska uzasadniała uniknięciem „typowego sentymentalizmu wynikającego z opowiadania tragicznych wydarzeń z perspektywy dzieci”.

### Analizy i interpretacje

#### Analizy formalne
Świadectwo urodzenia było zaliczane do reprezentacyjnych dzieł tzw. nurtu plebejskiego polskiej szkoły filmowej. Jego istota, jak twierdził Tadeusz Lubelski, polegała na „skupieniu się autorów na codziennym życiu zwykłych ludzi, na podkreśleniu naturalnej motywacji ich działań”. Piotr Zwierzchowski dopowiadał, że filmy Różewicza – w tym Świadectwo urodzenia – „przekonują, że w wojnie nie ma nic heroicznego, wojna nie jest piękna”.
Monika Maszewska-Łupiniak w swojej filmowej monografii twórczości Różewicza akcentowała rolę, jaką odgrywa w Świadectwie urodzenia minimalistyczna przestrzeń. W pierwszej noweli filmu widz może ujrzeć krajobrazy, które w żadnym razie nie zapewniają bezpieczeństwa przed „wrogą zewnętrznością”:
Puste drogi, wyludnione miasteczko, spalone i opuszczone domy, kraty w pustych oknach, niszczejący w leśnych zaroślach wojskowy sprzęt, lasy, bezkresne pola, rozległą przestrzeń bezładnych wrześniowych wędrówek.

Przestrzeń filmowa okazuje się szczególnie niebezpieczna w trzeciej noweli filmu, gdzie Mirka nieustannie musi się ukrywać, „gdyż pukanie do drzwi może oznaczać śmierć, a napotkany człowiek może być wrogiem. Nie ma żadnej bezpiecznej przestrzeni, bezpiecznego świata”. Maszewska-Łupiniak zwracała też uwagę na zastosowanie horyzontalnej kompozycji kadru i użycie planów dalekich w otwartych pejzażach, co jej zdaniem dodatkowo uwidacznia „wrażenie wyobcowania i bezcelowości” włóczęgi bohaterów, a więc dystansuje widzów od zdarzeń przedstawionych na ekranie.

#### Kwestia przesłania i prawdy historycznej
Rafał Marszałek, analizując Kroplę krwi, podkreślał nieustanne niebezpieczeństwo, w jakim znajduje się Mirka, zdana na pomoc pełnych obaw i nie zawsze bezinteresownych Polaków:
Widzimy, jak potencjalni opiekunowie Mirki przekazują ją sobie z rąk do rąk. Są to przyjazne dłonie, ale trwałego oparcia dać nie chcą, bo nie bardzo mogą. Rzecz rozgrywa się na cienkiej granicy między solidarnością a heroizmem. Solidarność rodzi się spontanicznie, ale na bohaterstwo stać tylko niewielu. Pomoc udzielana dziewczynce nie zawsze przy tym jest dyktowana współczuciem .

Z głosem Marszałka i jemu podobnych krytyków filmowych ostrożnie polemizowali Aránzazu Calderón Puerta i Tomasz Żukowski. Zdaniem Puerty i Żukowskiego Świadectwo urodzenia prezentuje większościową, „symetryczną” narrację o życzliwości Polaków wobec żydowskich uciekinierów. W Kropli krwi wprawdzie reżyser wiarygodnie przedstawia dylematy, jakie przeżywa udręczone żydowskie dziecko: „Mirka jest jeszcze na poły dzieckiem, ale już zinterioryzowała piętno, będące produktem nakładania się polskiej tradycji antysemickiej i związanej z nią przemocy na mechanizmy nazistowskiej eksterminacji”. Puerta i Żukowski podkreślają jednak, że pod koniec filmu wybrzmiewa przede wszystkim antyniemieckie przesłanie: „Mirka okazuje się paradoksalnie – trochę na przekór wcześniejszym obrazom – wyłącznie ofiarą nazizmu. Zakończenie każe kojarzyć jej nieustający strach tylko z czarnym mundurem esesmana”.
Jarosław Suchoples uzasadniał wszelako sposób przedstawienia wydarzeń wojennych przez Różewicza narastającym napięciem politycznym wynikającym z końca odwilży popaździernikowej: „sytuacja polityczna panująca w kraju uniemożliwiała Różewiczowi i innym polskim filmowcom angażowanie się w projekty związane z przedstawieniem pierwszych tygodni wojny, które nie miały wartości wyłącznie artystycznej”. Joanna Preizner z kolei akcentowała, że choć zauważalna jest idealizacja Polaków jako ludzi „szlachetnych, starających się zachować godność i honor”, Różewicz kładzie nacisk na ich przeciętność i nieprzygotowanie do zaistniałej sytuacji. W obliczu Mirki z trzeciej noweli Polacy są bezradni, co powoduje, że traci ona zaufanie do wszelkich ludzi:
Dziewczyna traci wszystko – całą rodzinę, dom, tożsamość, historię rodziny. Musi udawać kogoś innego, zaprzeczać swojemu pochodzeniu, ukrywać ból, zaprzeczać żałobie po stracie rodziców, by mieć szansę na przetrwanie. Każdy – nie tylko Niemiec... – jest dla niej zagrożeniem, dziewczyna traci wszystkie możliwe punkty oparcia.

### Nagrody
| Rok  | Festiwal/organizator                                            | Nagroda                                     | Odbiorca                          |
| ---- | --------------------------------------------------------------- | ------------------------------------------- | --------------------------------- |
| 1961 | Międzynarodowy Festiwal Filmów dla Dzieci i Młodzieży w Wenecji | Lew św. Marka                               | Stanisław Różewicz                |
| 1962 | Minister Kultury i Sztuki                                       | Nagroda Ministra Kultury i Sztuki I stopnia | Stanisław Różewicz Stanisław Loth |
| 1962 | Międzynarodowy Festiwal Filmów dla Młodzieży w Cannes           | Grand Prix                                  | Stanisław Różewicz                |
| 1962 | Międzynarodowy Festiwal Filmów dla Młodzieży w Cannes           | Nagroda FIPRESCI                            | Stanisław Różewicz                |